# Acció (Itàlia)
Acció (en italià Azione), anteriorment conegut com Som Europeus (Siamo Europei, SE), és un partit polític liberal i progressista, fundat al setembre de 2019. El seu líder és Carlo Calenda, diputat del Parlament Europeu i ex Ministre de Desenvolupament Econòmic (2016-2018).
Calenda ha qualificat al seu partit "d'antipopulista" i "antisoberanista".

## Història
Al gener de 2019, Calenda, membre del Partit Democràtic (PD), va llançar un manifest polític denominat "Som Europeus", amb l'objectiu de crear una llista conjunta composta pel PD i altres partits progressistes i europeistes per a les eleccions al Parlament Europeu de 2019. La seva proposta va ser acollida pel nou líder del PD, Nicola Zingaretti, però va ser rebutjada pels altres partits de la coalició de centreesquerra, com a Més Europa i Itàlia en comú, que van decidir no unir-se a l'aliança.
Així, Zingaretti i Calenda només van aconseguir forjar una aliança amb Article Un, un partit establert el 2017 per escissions del PD dirigit per Pier Luigi Bersani. Finalment, en les eleccions, el PD va obtenir el 22,7% dels vots, quedant segon després de la Lega, mentre que Calenda, que es va postular en la circumscripció del Nord-est, va rebre més de 270.000 vots, convertint-se en el candidat més votat de la llista.
A l'agost de 2019 van augmentar les tensions dins de la coalició que feia costat al govern de Giuseppe Conte, la qual cosa va portar a la moció de censura per part de la Lega. Durant la següent crisi de govern, la junta nacional del PD es va oferir oficialment a la possibilitat de formar un nou govern de coalició amb el M5S, basat en l'europeisme, l'economia verda, el desenvolupament sostenible, la lluita contra la desigualtat econòmica i una nova política d'immigració. El partit també va acceptar que Conte podria continuar al capdavant d'un nou govern, i el 29 d'agost, el president Mattarella va convidar formalment a Conte per a fer-ho. Calenda es va oposar fermament al nou govern, afirmant que el PD havia renunciat a qualsevol representació de "reformistes", per la qual cosa es va fer necessari fundar un moviment "liberal-progressista". Calenda va deixar el PD i el 5 de setembre de 2019, mentre el segon govern de Conte va prestar jurament, va anunciar oficialment la transformació de "Som Europeus" en un partit de ple dret.
El 10 de setembre, Matteo Richetti, destacat senador del PD, va anunciar la seva abstenció del vot de confiança al nou govern de Conte i la seva posterior sortida del partit, considerant unir forces amb Calenda. Al novembre de 2019, el nou partit es va fundar oficialment com a Azione. Després d'uns mesos, Calenda va llançar els "Grups d'Acció", les seccions locals del partit. A l'agost de 2020 es van incorporar a Acció dos diputats: l'exministre Enrico Costa, que va deixar Forza Itàlia, i Nunzio Angiola, exmembre del Moviment 5 Estrelles.
L'11 d'agost de 2022, en vista de les eleccions generals d'Itàlia de 2022, Itàlia Viva de Matteo Renzi i Acció van signar un acord per a crear una aliança centrista liderada per Calenda: Acció - Itàlia Viva. La llista electoral, també coneguda com a "Tercer Pol" (Terzo Polo), va obtenir 21 escons en la Cambra de Diputats i 9 al Senat de la República, havent obtingut al voltant del 8% de vots. El 3 d'octubre, Calenda va anunciar que els dos partits formaran un grup parlamentari conjunt i iniciaran una federació entre els dos moviments.
Posteriorment, fruit de diferències polítiques i dels mals resultats en les eleccions regionals de Llombardia, Laci i Friül-Venècia Júlia, les dues organitzacions van abandonar la idea d'unificar els partits, trencant el pacte i els grups parlamentaris conjunts. Més endavant, van conformar un nou grup al Congrés amb el partit Popolari Europeisti Riformatori, una escissió d'Itàlia Viva, que va acabar integrant-se a l'estructura d'Azione.

## Resultats electorals

### Parlament Italià
| Parlament Italià |               |                 |                 |          |     |          |     |
| Any              | Líder         | Vots            | %               | Diputats | +/− | Senadors | +/- |
| 2022             | Carlo Calenda | Coalició amb IV | Coalició amb IV | 12 / 400 | Nou | 4 / 200  | Nou |

### Parlament Europeu
| Any  | Vots            | %               | Escons | +/- | Líder         |
| ---- | --------------- | --------------- | ------ | --- | ------------- |
| 2019 | Coalició amb PD | Coalició amb PD | 2 / 76 | Nou | Carlo Calenda |
| 2024 | 785,580         | 3.36            | 0 / 76 | 2   |               |